# Microsoft Windows компоненте

Мајкрософт Microsoft Windows има велику листу својих компонента: Windows шкољка, Интернет експлорер, Windows време, Windows Explorer, итд.
Без тих компоненти, Windows не би био довољан за садашњост (Без Windows Explorer-а нема таскбар-а и нема иконица). Тако и остале важне ствари.

### Листа скоро свих Windows компонента са описима
| Компомента                 | Опис                                                                     |
| -------------------------- | ------------------------------------------------------------------------ |
| Windows шкољка             | Windows-ови графички кориснички интерфејс                                |
| Windows Explorer           | Фајл претраживач, Старт мени, таскбар, иконице, итд.                     |
| Windows време              | Тренутно време                                                           |
| Интернет Експлорер         | Мајкрософт-ов веб претраживач                                            |
| Калкулатор                 | Програм за рачунање                                                      |
| Програм за писање (енгл. ) | Програм за писање докумената и фајлова, са могућим улепшавањем текста    |
| Бојанка (енгл. )           | Програм за цртање                                                        |
| Лупа                       | Увеличава текст                                                          |
| Тастатура на екрану        | Уколико нема тастатуре, ова опција би требало да се укључује.            |
| Наратор                    | Говорни помоћник од зависи где је показивач компјутерског миша, за слепе |
| (енгл. )                   | Програм за писање докумената и фајлова, са основним уређивањем.          |